# Liste de prix littéraires finlandais
Voici une liste de prix littéraires finlandais.

## Liste de prix
- Prix Aleksis-Kivi
- Prix Anni-Polva
- Médaille Anni-Swan
- Prix Arvid-Lydecken
- Prix Atorox
- Prix du livre chrétien de l'année
- Prix Alfred-Kordelin
- Prix culturel de l'Église
- Prix d'État de la traduction
- Prix Eino-Leino
- Prix Eeva-Joenpelto
- Prix Eeva-Liisa-Manner
- Prix Jarkko-Laine
- Prix d'écriture Juhana-Heikki-Erkko
- Prix Juhana-Heikki-Erkko
- Prix Kanava
- Prix Finlande
- Prix Finlandia
- Prix Finlandia Junior
- Prix Jarl-Hellemann
- Prix Vuoden johtolanka
- Prix Kaarle
- Prix Kalevi-Jäntti
- Médaille Kiitos kirjasta
- Kaarina Helakisa
- Koskenkorva
- Prix Laivakello
- Prix Lea
- Prix Pikku-Finlandia
- Grand prix de littérature du Conseil nordique
- Prix du grand club du livre finlandais
- Prix littéraire Helsingin-Sanomat
- Livre scientifique de l'année
- Prix Mikael-Agricola
- Prix Nuori Aleksis
- Prix Napero-Finlandia
- Prix de l'ours dansant
- Prix de la littérature de l'État finlandais
- Prix national de littérature
- Poeta Finlandiae
- Prix Pirkanmaan-Plättä
- Prix Runeberg
- Prix Rudolf-Koivu
- Prix Pääskynen
- Prix Samuli-Paronen
- Prix Savonia
- Prix Pehr-Evind-Svinhufvud
- Prix Tieto-Finlandia
- Prix Tietopöllö
- Prix Tollander
- Prix Tiiliskivi
- Prix Tirlittan
- Prix Topelius
- Prix Tulenkantaja
- Prix Väinö Linna
- Prix Waltari
- Prix Warelius
- Prix littéraire de la ville de Tampere